# 七宝山乡
七宝山乡为中国湖南省浏阳市下辖的一个乡。由原七宝山乡和升平乡于1995年合并设立。
该乡位于浏阳市东部，辖域北与张坊、官渡镇接壤，西与永和、高坪镇毗邻，南与中和镇交界，东与小河乡、江西省万载县黄茅镇相连。全乡总面积172.2平方公里，总人口14,746人(2000年人口普查)。下辖8个行政村，行政机构驻铁山村。
2015年11月18日，七宝山乡、永和镇成建制合并设立永和镇。

## 行政区划
全乡下辖8个行政村：
荷塘村、升平村、宝山村、铁山村、蒋埠江村、狮子山村、增加台村和井泉村。